# Euxoa axiliodes
Euxoa axiliodes är en fjärilsart som beskrevs av George Francis Hampson 1903. Euxoa axiliodes ingår i släktet Euxoa och familjen nattflyn. Inga underarter finns listade i Catalogue of Life.